# Sulzbach-Laufen
Pour les articles homonymes, voir Sulzbach et Laufen.
Sulzbach-Laufen est une commune de Bade-Wurtemberg (Allemagne), située dans l'arrondissement de Schwäbisch Hall, dans la région de Heilbronn-Franconie, dans le district de Stuttgart.